# Cahit Arf
Cahit Arf   (Tessalònica, 11 d'octubre de 1910 - Istanbul, 26 de desembre de 1997) fou un matemàtic turc.
Nascut a Tessalònica quan encara estava sota domini de l'Imperi Otomà, va passar la seva infància i joventut a diverses ciutats turques com Ankara, Estambul i Esmirna, seguint els canvis de domicili de la família fugint de les diferents guerres de l'època. El seu pare havia estalviat en francs francesos, i li va resultar fàcil enviar a estudiar el seu fill a París. Va fer els estudis secundaris al Lycée Saint-Louis i, a continuació, es va graduar en matemàtiques a l'École Normale Supérieure el 1933. Retornat al seu país, va ser professor de secundària i professor ajudants a la universitat d'Istanbul fins al 1937, quan va anar a la universitat de Göttingen, en la qual va obtenir el doctorat amb una tesi dirigida per Helmut Hasse el 1938. El 1940 va tornar a ser professor a la universitat d'Istanbul, en la qual va romandre fins al 1962. Després d'uns anys com professor visitant a Princeton i a Berkeley, va ser professor de la universitat tècnica d'Orient Mitjà (METU) des de 1967 fins a 1980.
Arf és recordat sobre tot per l'invariant, que porta el seu nom, i les seves aportacions més importants van ser en teoria de nombres. També va fer aportacions importants en teoria de funcions, formes quadràtiques i teoria d'anells.
La seva imatge està representada al revers del bitllet de 10 lires turques des del 2009. Aquesta foto va ser presa pel també matemàtic turc, Tosun Terzioğlu.